# کیرستن مور-بردز
کیرستن مور-بردز (انگلیسی: Kirsten Moore-Towers؛ زادهٔ ۱ ژوئیهٔ ۱۹۹۲) اسکیت‌باز نمایشی اهل کانادا است.